# کاترین نای
کاترین نای (انگلیسی: Katherine Nye؛ زادهٔ ۵ ژانویهٔ ۱۹۹۹) ورزشکار وزنه‌برداری اهل ایالات متحده آمریکا است.
وی در مسابقات کشوری و بین‌المللی در مجموع برندهٔ ۳ مدال طلا، ۳ مدال نقره، ۱ مدال برنز شده‌است.